# Huell Howser
Huell Burnley Howser (18. oktober 1945 – 7. januar 2013) var en amerikansk filmskuespiller.